# Andrew Hogg
Andrew James Hogg (Kingston upon Thames, Londres, Inglaterra, 2 de marzo de 1985) es un exfutbolista profesional británico de origen maltés, que jugaba como portero.
Ha sido recientemente involucrado en trabajo de caridad en la ciudad capital de Chipre, Nicosia.

## Selección nacional
Jugó 67 partidos con la Selección de fútbol de Malta, debutando en un amistoso contra Lituania en noviembre de 2006. Destacó especialmente con su selección con una brillante actuación individual contra Inglaterra durante un partido de clasificación para el Mundial de 2018. A finales de 2019 , anunció públicamente su retirada de la selección nacional.